# 凤山龙天塔
29°28′08″N 117°52′10″E / 29.46889°N 117.86944°E
龙天塔位于中国江西省婺源县浙源乡凤山村，是一座楼阁式砖塔，2006年被列为江西省文物保护单位。
龙天塔建于明代万历年间。据说凤山村西北的祖山称凤凰尖，塔称龙天，可“龙凤呈祥”。龙天塔是凤山村的文峰塔，位于凤山东南部。塔楼阁式，砖砌，六角七层，高37米，底层变成3.40米，壁厚1.05米，正门朝北，门洞宽0.86米，每层每边均开有券窗。